# 拉斐尔·阿里亚斯-萨尔加多
拉斐尔·阿里亚斯-萨尔加多·蒙塔尔沃（西班牙語：Rafael Arias-Salgado Montalvo，1942年1月26日—），西班牙政治人物。

## 生平
1942年生于马德里，父亲曾在佛朗哥政府任职。拉斐尔毕业于马德里大学法学专业，西班牙民主转型后开始从政。1977年当选众议院议员，同年担任首相府议会关系事务秘书长。1979年至1980年，担任议会关系事务无任所大臣。1980年至1981年，担任首相府大臣。1981年至1982年，担任国土行政大臣。1996年至2000年，担任发展大臣。2000年至2017年，担任家樂福西班牙公司董事长。2017年，就任西班牙转型基金会主席。